# Passo Garlenda
Il passo Garlenda o di Garlenda  (2021 m s.l.m.) - è un valico delle Alpi Liguri, situato nel territorio comunale di Triora (IM), che mette in comunicazione la valle Argentina e la valle Tanaro.

## Collocazione

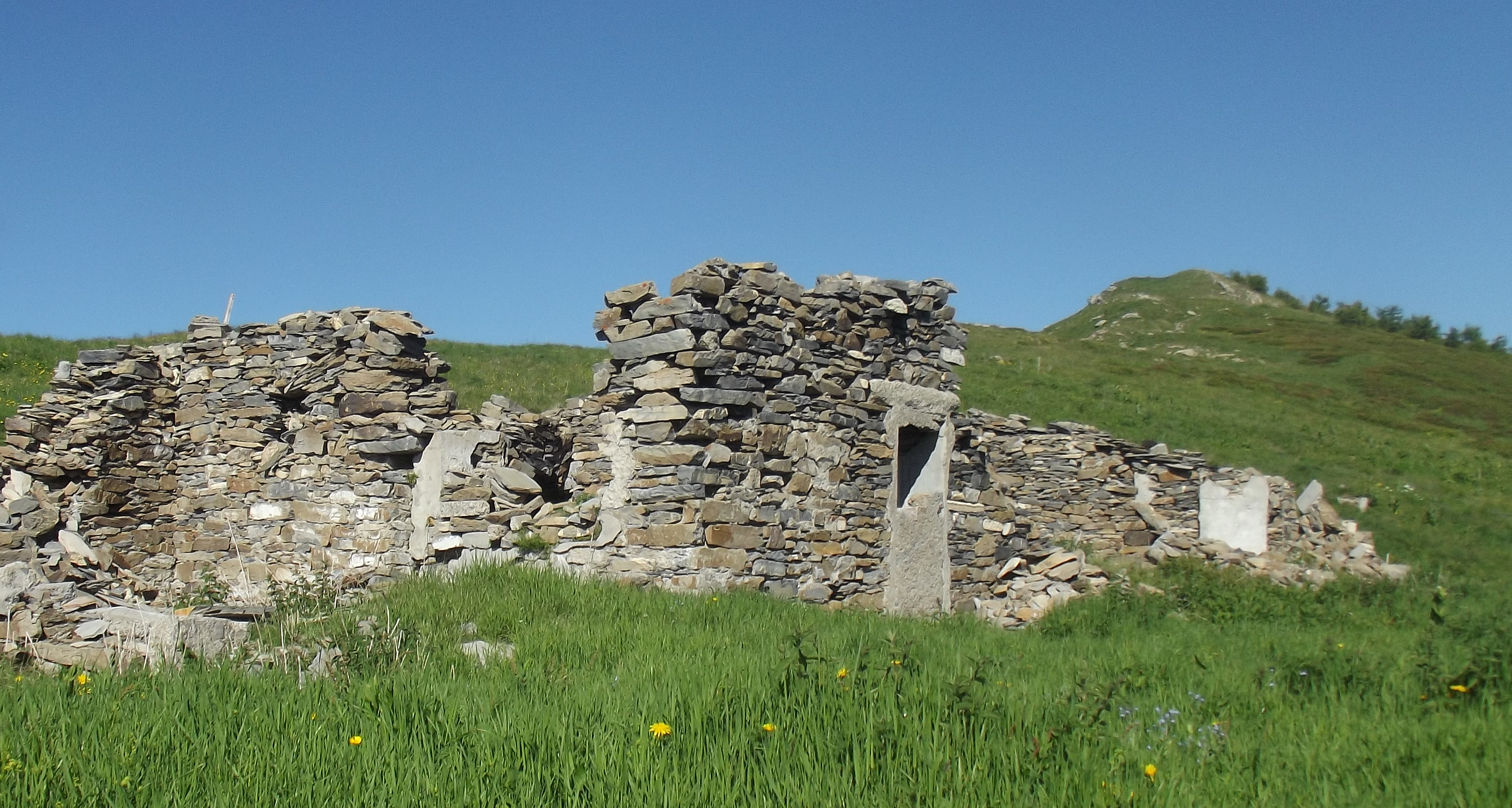
I ruderi di una casermetta nei pressi del colle

Il passo è collocato sulla Catena principale alpina e separa il monte Frontè (2.152 m s.l.m.) dal monte Cimonasso (2.078 m s.l.m.).
Nei pressi del punto di valico si trovano i resti di alcune casermette.

## Escursionismo
Il passo Garlenda è raggiungibile per sentiero da Verdeggia o da Monesi di Triora. Per il colle transita l'Alta via dei Monti Liguri, che nel tratto tra il passo Frontè e il passo di Garlenda attraversa il versante del Frontè rivolto verso la val Tanaro proseguendo poi verso il rifugio Sanremo e tenendosi nei pressi dello spartiacque.

## Punti di appoggio
- Rifugio Sanremo

## Tutela naturalistica
La zona dove si trova il valico è inclusa nel Parco naturale regionale delle Alpi Liguri.